# Charles Paul Alexander
Pour les articles homonymes, voir Alexander.
Charles Paul Alexander est un entomologiste américain, né le 25 septembre 1889 à Gloversville et mort le 3 décembre 1981 à Amherst dans le Massachusetts.

## Biographie
Il est le fils d’Emil Alexander et de Jane née Parker. Il entre à l’université Cornell en 1909 et reçoit son Bachelor of Sciences en 1913 et son Ph. D. en 1918. De 1917 à 1919, il est entomologiste à l’université du Kansas puis, de 1919 à 1922, à celle de l’Illinois.
Il devient alors professeur d’entomologie au Massachusetts Agricultural College d’Amherst. Alexander y dirige le département d’entomologie et de zoologie durant dix ans et est doyen de l’université pendant trois ans. Il préside l’Entomological Society of America de 1941 à 1943. Il étudie les diptères en particulier ceux des familles Tipulidae. Il est l’auteur de plus de mille publications où il décrit plus de dix mille espèces. Sa femme, Mabel, meurt en 1979. En 1981, il lègue sa collection au National Museum of Natural History de Washington.

## Sources
- Anonyme (2004), Alexander, Charles Paul. in Encyclopedia of Entomology, vol. 1, John L. Capinera (dir.), Kluwer Academic Publishers (Dordrecht) : p. 61  (ISBN 0-7923-8670-1)
- Anthony Musgrave (1932). Bibliography of Australian Entomology, 1775-1930, with biographical notes on authors and collectors, Royal Zoological Society of News South Wales (Sydney) : viii + 380.